# لازاروس مكارثي تشاكويرا
لازاروس مكارثي تشاكويرا (ولد في 5 أبريل 1955) هو سياسي مالاوي أصبح رئيس جمهورية ملاوي في يونيو عام 2020. كان زعيمًا لحزب المؤتمر الملاوي منذ 2013 وكان سابقًا زعيم المعارضة في الجمعية الوطنية بعد الانتخابات المثيرة للجدل للغاية التي أجريت في 21 مايو 2019 والتي ألغتها المحكمة الدستورية. كان رئيس جمعيات الله في ملاوي من 1989 إلى 14 مايو 2013.

## النشأة
ولد لازاروس تشاكويرا في ليلونغوي، العاصمة الحالية لملاوي، في 5 أبريل 1955 عندما كانت البلاد لا تزال تحت الحكم الاستعماري البريطاني. كانت عائلته مزارعة تعيش في ضواحي المدينة. توفي اثنان من إخوته المولودين قبله في سن الطفولة، ووالده، معتقدًا أنه سيعيش، أعطاه اسم لعازر بعد شخصية الكتاب المقدس التي أثيرت من الموت. لازاروس شاكويرا متزوج من مونيكا ولديهما معًا أربعة أطفال وأحفاد.
تخرج شاكويرا بدرجة بكالوريوس في الآداب (فلسفة) من جامعة ملاوي عام 1977. درس اللاهوت وحصل على درجة الشرف من جامعة الشمال في جنوب أفريقيا وحصل على درجة الماجستير (MTh) من جامعة جنوب إفريقيا في عام 1991. منحته جامعة ترينيتي الدولية في الولايات المتحدة درجة الدكتوراه (د. مين) في عام 2000. أصبح أستاذًا في المدرسة اللاهوتية لعموم إفريقيا عام 2005.

## مهنة اللاهوت
عمل كمدرس في مدرسة جمعيات الله اللاهوتية من 1983 إلى 2000 حيث أصبح المدير في عام 1996. وقد كان المدير المشارك والمحاضر في المدرسة اللاهوتية لجميع الأمم.  منذ عام 1989، ترأس جمعيات ملاوي لله. في 14 أبريل 2013، فاجأ الكثيرين عندما أعلن عن نيته الترشح في مؤتمر حزب المؤتمر الملاوي المعارض (MCP) كرئيس بينما لا يزال يحافظ على رئاسة جمعيات الله. 

## الحياة السياسية

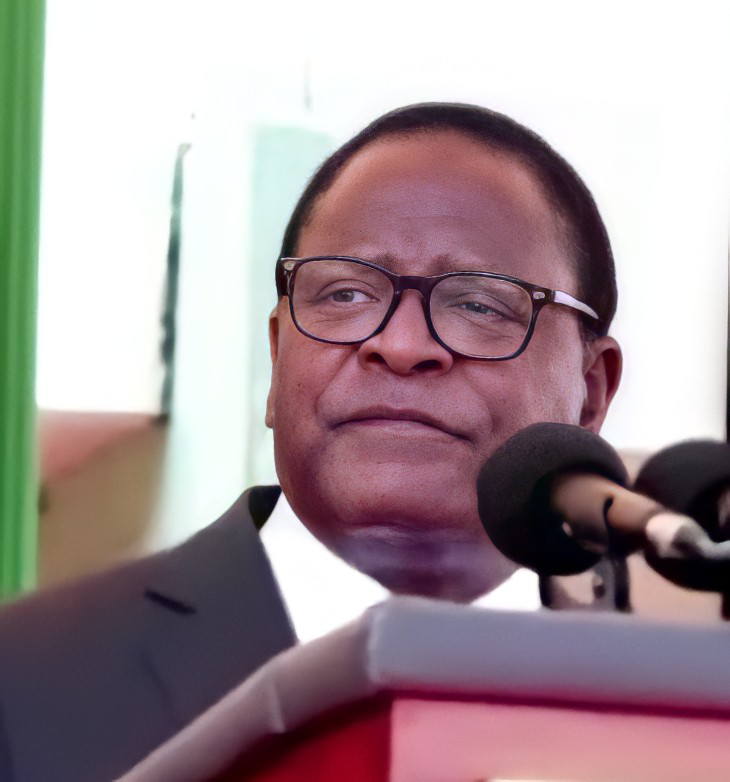
لازاروس مكارثي تشاكويرا يلقي خطاب التنصيب

تم الإبلاغ عن شائعات عن نية تشكويرا للترشح في السباق الرئاسي لـ حزب المؤتمر الملاوي لأول مرة في وسائل الإعلام على الإنترنت في 9 أبريل 2013. تم تأكيدها في 14 أبريل 2013. قدم تشكويرا فيما بعد أوراق ترشيحه بينما كان لا يزال على رأس جمعيات الله في ملاوي. تم تأجيل اتفاقية حزب المؤتمر الملاوي المقرر عقدها في 27 أبريل 2013 إلى 10 و 11 أغسطس حيث تم انتخابه رئيسًا لـ حزب المؤتمر الملاوي وسيمثل الحزب في الانتخابات العامة لعام 2014. خلال الانتخابات العامة في ملاوي عام 2014، تكهنت الشائعات في برامج مختلفة بأنه تم تزوير الانتخابات. خاطب تشكويرا جميع الملاويين ليظلوا مسالمين، ويقبلوا النتائج، وينتظروا الانتخابات القادمة. بالإضافة إلى كونه ناجحًا كرئيس حزب المعارضة الرئيسي، فإنه يعمل أيضًا كعضو في البرلمان لدائرة ليلونغوي الشمالية الغربية.
أعلن شاكويرا استقالته من منصبه كرئيس لجمعيات الله في ملاوي (AG) اعتبارًا من 14 مايو 2013. وقال إن هذا سيمكنه من التركيز أكثر على سياسات الخط الأمامي وادعى أنه لا يزال يخدم الله في سياق آخر. انضم تشكويرا إلى زعيم UTM Saulos Chilima، وشكل تحالفًا استعدادًا للانتخابات العامة في ملاوي في يونيو 2020. حدث هذا عندما استبعدت المحكمة الانتخابات العامة لعام 2019 بسبب مخالفات جسيمة بعد إعلان حزب الشعب الديمقراطي فوزه.
هزم تشاكويرا الرئيس الحالي بيتر موثاريكا في انتخابات 2020، بعد أن حصل على ما يقرب من 59 ٪ من الأصوات. أدى تشاكويرا اليمين الدستورية ليكون سادس رئيس لملاوي في 28 يونيو. في هذه المناسبة، صنعت ملاوي التاريخ في شمال أفريقيا جنوب الصحراء كمحكمة ألغت انتخابات رئاسية بسبب مخالفات وذهب زعيم المعارضة للفوز في إعادة الانتخابات.